# 冯湖
冯湖是一个位于中国湖北省潜江县的湖泊，面积约为6平方千米，平均水深约为1.1米。